# Magie et Cristal
Réminiscence
Magie et Cristal (titre original : Wizard and Glass) est un roman de l'écrivain américain Stephen King, publié aux États-Unis en 1997 et publié en France en 1998 dans une traduction de Yves Sarda. Il s'agit du quatrième tome de la série La Tour sombre, et la suite directe de Terres perdues.
Il est classé à la dixième place des romans favoris des lecteurs de Stephen King lors d'un sondage organisé par le magazine Rolling Stone en 2014.

## Résumé
Prisonniers de Blaine, le monorail fou lancé à pleine vitesse, Roland et ses amis filent vers leur destin et, espèrent-ils, la Tour Sombre. Lancés dans un concours de devinettes avec Blaine, ils finissent par le remporter grâce à Eddie qui utilise pour cela l'absurde, chose qu'une intelligence artificielle ne peut appréhender et qui provoque le court-circuit du système du monorail.
En descendant du train, les pistoleros ont alors la surprise de se retrouver dans une ville de Topeka d'apparence post-apocalyptique, apparemment victime d'une épidémie foudroyante. Quittant la ville, ils s'arrêtent pour la nuit et Roland décide alors que le moment est venu de raconter sa jeunesse à ses compagnons : envoyé par son père, avec ses amis Cuthbert et Alain, dans la Baronnie de Mejis alors qu'il avait quatorze ans, Roland rencontre Susan, qui s'est engagée à porter l'enfant du Maire d'Hambry (et à devenir sa maîtresse), et ils tombent amoureux l'un de l'autre. Roland et ses amis découvrent qu'un complot se trame entre l'élite locale et les rebelles de John Farson mais, à la suite d'une erreur de jugement de Roland provoquée par son obsession pour Susan, ils sont arrêtés sous de fausses accusations et emprisonnés. Délivrés par Susan, ils se débarrassent des traîtres en les conduisant dans une "tramée" et récupèrent une boule de cristal rose et maléfique qui leur montre l'inévitable avenir : Susan, enceinte de Roland, brûlée par la population d'Hambry pour avoir aidé les jeunes garçons. De retour à Gilead, Roland tue sa mère accidentellement.
Au matin, Roland et son ka-tet reprennent la route et arrivent dans une version du pays d'Oz où le magicien d'Oz n'est autre que Randall Flagg qui tente de leur tendre un piège. Mais il est déjoué et s'enfuit alors que les pistoleros poursuivent leur quête en suivant le sentier du Rayon.  

## Thèmes
- Les univers parallèles
- L'Humanité décimée par une maladie (voir aussi Le Fléau)
- Les boules de cristal, qui rappellent les palantíri du Seigneur des anneaux de Tolkien
- King reprend des personnages et des situations tirées de certains de ses propres romans, notamment Le Fléau et The Shining. Il fait aussi des allusions au roman et au film Le Magicien d'Oz.

## Personnages
- Roland Deschain de Gilead, fils de Steven de Gilead et de Gabrielle d'Arten
- Eddie Dean
- Susannah Dean
- Jake Chambers
- Ote
- Randall Flagg

Dans l'histoire racontée par Roland :
- Roland, alias Will Dearborn
- Susan Delgado
- Cuthbert Allgood, alias Arthur Heath
- Alain Johns, alias Richard "Dick" Stockworth
- Rhéa Dubativo, sorcière de la Colline du Cöos
- John Farson, alias l'Homme de Bien
- Eldred Jonas et ses hommes de main Roy Depape et Clay Reynolds

## Distinctions
Magie et Cristal a été nommé au prix Locus du meilleur roman de fantasy 1998, terminant à la quatrième place.